# جائزة إسبانيا الكبرى 2007
جائزة إسبانيا الكبرى 2007 (بالإنجليزية: 2007 Spanish Grand Prix)‏ هو سباق فورمولا 1 أقيم بتاريخ 13 مايو 2007 في حلبة دي كاتلونيا، برشلونة، إسبانيا. كان الرابع من أصل 17 في بطولة العالم لسباقات الفورمولا واحد موسم 2007. حلّ البرازيلي فيليبي ماسا أولا بينما جاء البريطاني لويس هاملتون في المركز الثاني وحصل على المركز الثالث الإسباني فرناندو ألونسو.